# Persone di nome Bryan
| Questa pagina contiene informazioni ricavate automaticamente dalle voci biografiche con l'ausilio del template Bio e di un bot. L'aggiornamento è periodico e automatico e ricostruisce completamente la pagina. Se manca una persona in questa lista, sei pregato di non aggiungerla, ma accertati piuttosto che la sua voce biografica contenga il template Bio e che i dati anagrafici siano correttamente compilati. Se il template Bio manca, inseriscilo tu stesso o, in alternativa, metti l'avviso {{tmp\|Bio}} che ne segnala la mancanza. Se i dati riportati sono sbagliati, correggi direttamente la voce biografica; le modifiche saranno visibili in questa lista entro pochi giorni. Per chiarimenti vedi il progetto antroponimi. La lista contiene solo le 191 persone che sono citate nell'enciclopedia e per le quali è stato implementato correttamente il template Bio. Pagina aggiornata al 22 lug 2025. |

Questa è una lista di persone presenti nell'enciclopedia che hanno il nome Bryan, suddivise per attività principale.

## Allenatori di calcio(5)
- Bryan Bergougnoux, allenatore di calcio e ex calciatore francese (Lione, n. 1983)
- Bryan Edwards, allenatore di calcio e calciatore inglese (Woodlesford, n. 1930 - † 2016)
- Bryan Gunn, allenatore di calcio e ex calciatore scozzese (Thurso, n. 1963)
- Bryan Hamilton, allenatore di calcio e ex calciatore nordirlandese (Belfast, n. 1946)
- Bryan Hughes, allenatore di calcio e calciatore inglese (Liverpool, n. 1976)

## Allenatori di hockey su ghiaccio(1)
- Bryan Lefley, allenatore di hockey su ghiaccio e hockeista su ghiaccio canadese (Grosse Isle, n. 1948 - Bolzano, † 1997)

## Allenatori di pallacanestro(1)
- Bryan Gates, allenatore di pallacanestro statunitense (Anchorage)

## Allenatori di tennis(1)
- Bryan Shelton, allenatore di tennis e ex tennista statunitense (Huntsville, n. 1965)

## Altisti(1)
- Bryan McBride, altista statunitense (Long Beach, n. 1991)

## Arcivescovi cattolici(1)
- Bryan Joseph McEntegart, arcivescovo cattolico statunitense (New York, n. 1893 - New York, † 1968)

## Artisti marziali misti(1)
- Bryan Caraway, artista marziale misto statunitense (Yakima, n. 1984)

## Astronauti(1)
- Bryan Daniel O'Connor, ex astronauta e militare statunitense (Orange, n. 1946)

## Attori(13)
- Bryan Batt, attore statunitense (New Orleans, n. 1963)
- Bryan Brown, attore australiano (Sydney, n. 1947)
- Bryan Callen, attore e comico statunitense (Manila, n. 1967)
- Bryan Craig, attore statunitense (Boca Raton, n. 1991)
- Bryan Cranston, attore, regista e produttore televisivo statunitense (Los Angeles, n. 1956)
- Bryan Dattilo, attore statunitense (Kankakee, n. 1971)
- Bryan Dechart, attore e doppiatore statunitense (Salt Lake City, n. 1987)
- Bryan Dick, attore inglese (Denton Home, n. 1978)
- Bryan Forbes, attore, sceneggiatore e regista britannico (Stratford, n. 1926 - Virginia Water, † 2013)
- Bryan Greenberg, attore e musicista statunitense (Omaha, n. 1978)
- Bryan Hearne, attore statunitense (Staten Island, n. 1988)
- Bryan Marshall, attore britannico (Battersea, n. 1938 - † 2019)
- Bryan Pringle, attore britannico (Tamworth, n. 1935 - Londra, † 2002)

## Attori pornografici(1)
- James Deen, attore pornografico e regista statunitense (Pasadena, n. 1986)

## Avvocati(1)
- Bryan Stevenson, avvocato e attivista statunitense (Milton, n. 1959)

## Baritoni(1)
- Bryan Drake, baritono neozelandese (Dunedin, n. 1925 - Aldeburgh, † 2001)

## Bassisti(1)
- Bryan Beller, bassista statunitense (Charlottesville, n. 1971)

## Batteristi(2)
- Bryan Mantia, batterista statunitense (Cupertino, n. 1963)
- Butch Vig, batterista e produttore discografico statunitense (Viroqua, n. 1955)

## Bobbisti(1)
- Bryan Leturgez, bobbista statunitense (Terre Haute, n. 1962)

## Canottieri(1)
- Bryan Volpenhein, ex canottiere statunitense (Cincinnati, n. 1976)

## Cantanti(3)
- BJ the Chicago Kid, cantante statunitense (Chicago, n. 1984)
- Bryan Ferry, cantante, compositore e musicista britannico (Washington, n. 1945)
- Dexter Holland, cantante e chitarrista statunitense (Garden Grove, n. 1965)

## Cantautori(4)
- Bryan Adams, cantautore, musicista e fotografo canadese (Kingston, n. 1959)
- BT, cantautore, disc jockey e musicista statunitense (Rockville, n. 1971)
- Brytiago, cantautore e cantante portoricano (Carolina, n. 1992)
- Bryan Rice, cantautore danese (Roskilde, n. 1978)

## Cestisti(13)
- Bryan Alberts, cestista statunitense (Los Angeles, n. 1994)
- Bryan Bailey, ex cestista e allenatore di pallacanestro statunitense (Hempstead, n. 1980)
- Bryan Bracey, ex cestista statunitense (Chicago, n. 1978)
- Bryan Colón, cestista dominicano (n. 1992)
- Bryan Davis, ex cestista statunitense (Dallas, n. 1986)
- Bryan Defares, ex cestista olandese (Amsterdam, n. 1981)
- Bryan Griffin, cestista statunitense (Pomona, n. 1998)
- Bryan Hopkins, ex cestista statunitense (Dallas, n. 1983)
- Bryan Lucas, ex cestista statunitense (Stockton, n. 1978)
- Bryan Pamba, cestista francese (Parigi, n. 1992)
- Kevin Porter, cestista statunitense (Seattle, n. 2000)
- Bryan Sallier, ex cestista statunitense (Port Arthur, n. 1969)
- Bryan Warrick, ex cestista statunitense (Moses Lake, n. 1959)

## Ciclisti su strada(3)
- Bryan Coquard, ciclista su strada e pistard francese (Saint-Nazaire, n. 1992)
- Bryan Nauleau, ex ciclista su strada e pistard francese (Les Sables-d'Olonne, n. 1988)
- Bryan Olivo, ciclista su strada, pistard e ciclocrossista italiano (Pordenone, n. 2003)

## Designer(1)
- Bryan Nesbitt, designer statunitense (Phoenix, n. 1969)

## Dirigenti sportivi(2)
- Bryan Colangelo, dirigente sportivo statunitense (Chicago, n. 1965)
- Bryan Roy, dirigente sportivo, ex calciatore e allenatore di calcio olandese (Amsterdam, n. 1970)

## Flautisti(1)
- Bryan Akipa, flautista statunitense (n. 1957)

## Fumettisti(3)
- Bryan Hitch, fumettista britannico (n. 1970)
- Bryan Lee O'Malley, fumettista e musicista canadese (London, n. 1979)
- Bryan Talbot, fumettista britannico (Wigan, n. 1952)

## Giocatori di baseball(1)
- Bryan Reynolds, giocatore di baseball statunitense (Baltimora, n. 1995)

## Giocatori di football americano(16)
- Bryan Anger, giocatore di football americano statunitense (Camarillo, n. 1988)
- Bryan Braman, giocatore di football americano statunitense (Spokane, n. 1987 - Seattle, † 2025)
- Bryan Bresee, giocatore di football americano statunitense (Damascus, n. 2001)
- Bryan Bulaga, giocatore di football americano statunitense (Barrington, n. 1989)
- Bryan Cook, giocatore di football americano statunitense (Cincinnati, n. 1999)
- Bryan Edwards, giocatore di football americano statunitense (Conway, n. 1998)
- Heath Evans, ex giocatore di football americano statunitense (West Palm Beach, n. 1978)
- Bryan Hall, giocatore di football americano statunitense (Carbondale, n. 1988)
- Kelly Holcomb, ex giocatore di football americano statunitense (Fayetteville, n. 1973)
- Bryan Mattison, giocatore di football americano statunitense (Kalamazoo, n. 1984)
- Bryan Millard, ex giocatore di football americano statunitense (Sioux City, n. 1960)
- Bryan Mone, giocatore di football americano statunitense (Salt Lake City, n. 1995)
- Bart Starr, giocatore di football americano statunitense (Montgomery, n. 1934 - Birmingham, † 2019)
- Bryan Stork, giocatore di football americano statunitense (Vero Beach, n. 1990)
- Bryan Thomas, ex giocatore di football americano statunitense (Birmingham, n. 1979)
- Bryan Walters, giocatore di football americano statunitense (Bothell, n. 1987)

## Giornalisti(1)
- Bryan Mudryk, giornalista e conduttore televisivo canadese (Athabasca, n. 1979)

## Hockeisti su ghiaccio(7)
- Bryan Bickell, ex hockeista su ghiaccio canadese (Bowmanville, n. 1986)
- Bryan Campbell, ex hockeista su ghiaccio canadese (Sudbury, n. 1944)
- Bryan Fogarty, hockeista su ghiaccio canadese (Montréal, n. 1969 - Myrtle Beach, † 2002)
- Bryan Hextall Jr., ex hockeista su ghiaccio canadese (Winnipeg, n. 1941)
- Bryan Lerg, ex hockeista su ghiaccio statunitense (Livonia, n. 1986)
- Bryan Trottier, ex hockeista su ghiaccio canadese (Val Marie, n. 1956)
- Bryan Watson, hockeista su ghiaccio e allenatore di hockey su ghiaccio canadese (Bancroft, n. 1942 - St. Michaels, † 2021)

## Imprenditori(1)
- Bryan Morrison, imprenditore e giocatore di polo britannico (Londra, n. 1942 - † 2008)

## Lottatori(1)
- Bryan Hines, lottatore statunitense (Morehead, n. 1896 - Flagstaff, † 1964)

## Militari(2)
- Bryan Godfrey-Faussett, ufficiale inglese (Waterford, n. 1863 - † 1945)
- Bryan Mahon, militare e politico irlandese (Galway, n. 1862 - Dublino, † 1930)

## Multiplisti(1)
- Bryan Clay, multiplista statunitense (Austin, n. 1980)

## Musicisti(2)
- Chas Chandler, musicista e produttore discografico britannico (Heaton, n. 1938 - Newcastle upon Tyne, † 1996)
- Bryan Money, musicista e cantante statunitense (Las Vegas, n. 1986)

## Nobili(1)
- Bryan Guinness, II barone Moyne, nobile, avvocato e poeta britannico (n. 1905 - Ludgershall, † 1992)

## Piloti automobilistici(1)
- Bryan Herta, pilota automobilistico statunitense (Warren, n. 1970)

## Piloti di rally(1)
- Bryan Bouffier, pilota di rally francese (Die, n. 1978)

## Piloti motociclistici(1)
- Bryan Staring, pilota motociclistico australiano (Perth, n. 1987)

## Pistard(1)
- Bryan Steel, ex pistard britannico (Nottingham, n. 1969)

## Pittori(2)
- Bryan Organ, pittore britannico (Leicester, n. 1935)
- Bryan Wynter, pittore britannico (Londra, n. 1915 - Penzance, † 1975)

## Poeti(1)
- Barry Cornwall, poeta inglese (Leeds, n. 1787 - Londra, † 1874)

## Politici(1)
- Bryan Steil, politico statunitense (Janesville, n. 1981)

## Produttori discografici(1)
- TM88, produttore discografico e disc jockey statunitense (Miami, n. 1987)

## Produttori televisivi(1)
- Bryan Burk, produttore televisivo e produttore cinematografico statunitense (n. 1968)

## Rapper(4)
- Bolémvn, rapper francese (Mantes-la-Jolie, n. 1996)
- Bryan Mg, rapper belga (Gand, n. 1996)
- Bryant Myers, rapper e cantante portoricano (Carolina, n. 1998)
- Birdman, rapper, produttore discografico e imprenditore statunitense (New Orleans, n. 1969)

## Registi(2)
- Bryan Foy, regista e produttore cinematografico statunitense (Chicago, n. 1896 - Los Angeles, † 1977)
- Bryan Singer, regista, sceneggiatore e produttore cinematografico statunitense (New York, n. 1965)

## Rugbisti a 15(4)
- Bryan Habana, ex rugbista a 15 sudafricano (Johannesburg, n. 1983)
- Bryan Redpath, ex rugbista a 15 e allenatore di rugby scozzese (Galashiels, n. 1971)
- Bryan Williams, ex rugbista a 15, allenatore di rugby a 15 e dirigente sportivo neozelandese (Auckland, n. 1950)
- Bryan Young, rugbista a 15, allenatore di rugby a 15 e preparatore atletico irlandese (Ballymena, n. 1981)

## Sceneggiatori(4)
- Bryan Cogman, sceneggiatore e produttore televisivo statunitense (Oklahoma City, n. 1979)
- Bryan Elsley, sceneggiatore e produttore televisivo scozzese (Dalkeith, n. 1961)
- Bryan Fuller, sceneggiatore e produttore televisivo statunitense (Lewiston, n. 1969)
- Bryan Konietzko, sceneggiatore e produttore cinematografico statunitense (n. 1975)

## Sciatori nordici(1)
- Bryan Fletcher, ex sciatore nordico statunitense (Steamboat Springs, n. 1986)

## Scrittori(3)
- Bryan Stanley Johnson, scrittore, poeta e critico letterario inglese (Londra, n. 1933 - Londra, † 1973)
- Bryan Mark Rigg, scrittore e storico statunitense (Texas, n. 1971)
- Bryan Edgar Wallace, scrittore britannico (Londra, n. 1904 - † 1971)

## Tennisti(1)
- Bryan Grant, tennista statunitense (Atlanta, n. 1910 - Atlanta, † 1986)

## Tenori(1)
- Bryan Hymel, tenore statunitense (New Orleans, n. 1979)

## Tuffatori(1)
- Bryan Nickson Lomas, tuffatore malaysiano (Kuching, n. 1990)

## Wrestler(3)
- Daniel Bryan, wrestler statunitense (Aberdeen, n. 1981)
- Bryan Clark, ex wrestler statunitense (Harrisburg, n. 1964)
- Byron Saxton, wrestler statunitense (Burke, n. 1981)